# Station Crowthorne
Crowthorne is een spoorwegstation van National Rail in Crowthorne, Bracknell Forest in Engeland. Het station is eigendom van Network Rail en wordt beheerd door Great Western Railway. 